# Космічна вулиця (Запоріжжя)
Космíчна вýлиця — одна з головних вулиць у Комунарському районі міста Запоріжжя. Пролягає від вулиці Сергія Серікова до автошляху М18 «Харків — Сімферополь — Алушта — Ялта». Продовжується як вулиця Оріхівське шосе і далі як автошлях Н08 «Бориспіль — Запоріжжя — Маріуполь».

## Історія

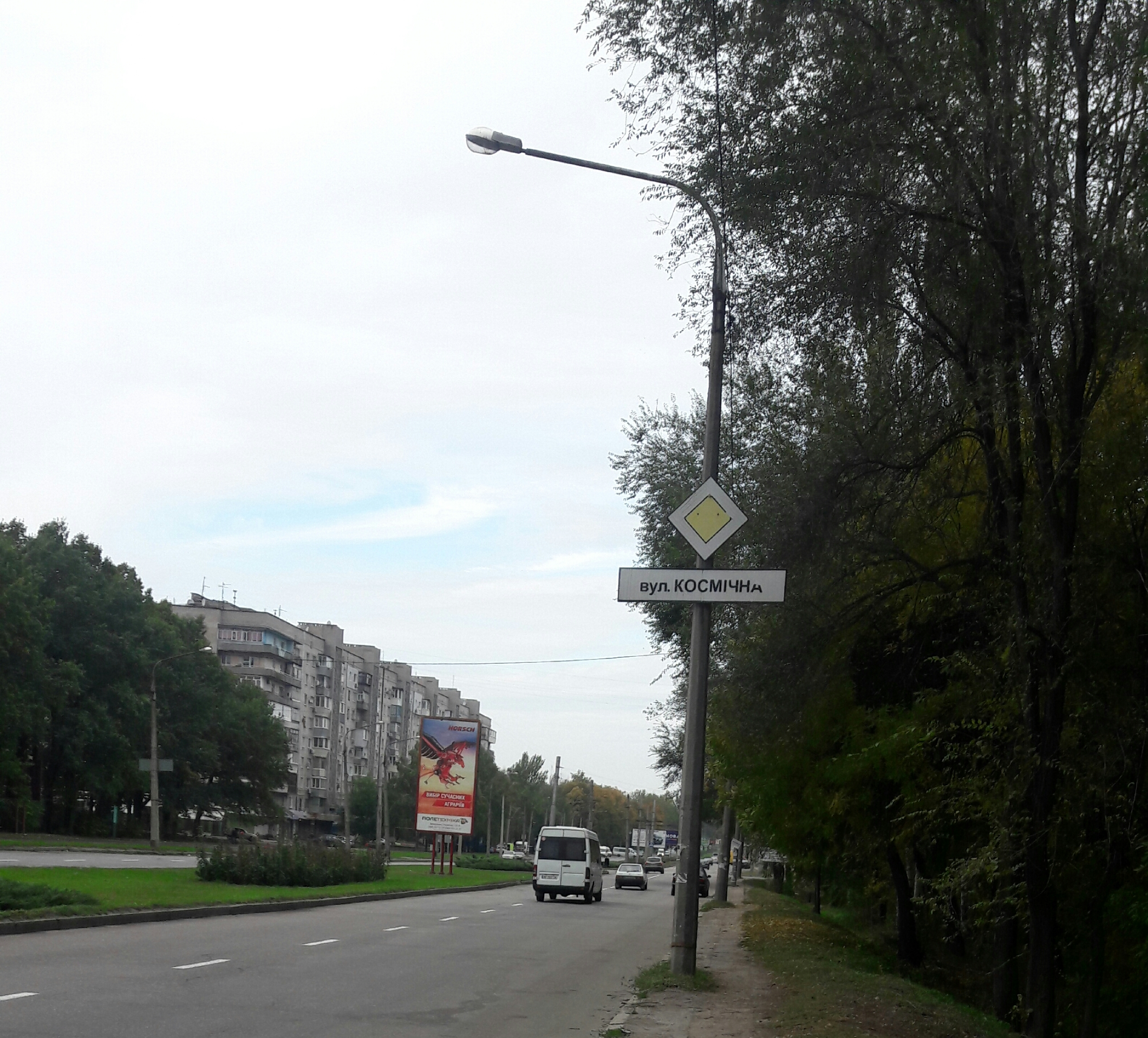
Вулиця Космічна

Раніше вулиця Космічна була частиною Оріхівського шосе. Сучасну назву вулиця отримала 1 вересня 1960 року.
Забудова вулиці розпочалася наприкінці 1950-х років. Переважна більшість забудови належить до 1970—1980-х років[джерело?].
У 2003 році припинив працювати кінотеатр «Космос».
20 червня 2019 року на 3-му поверсі в ТРЦ «Космос-Сіті» відкрито новий кінотеатр кіномережі «Прем'єра». Кінотеатр отримав назву «Космос».

## Забудова
На початку вулиці забудова представлена групою одно-, двоповерхових післявоєнних будинків (1949—1951 рр.)[джерело?] та будинками приватного сектору. Квартали від перехрестя з вулицею Олександра Говорухи до вулиці Східної забудовано переважно 9-ти та 14-типоверховими цегляними і 5-ти поверховими панельними будинками.

## Транспорт та зв'язок

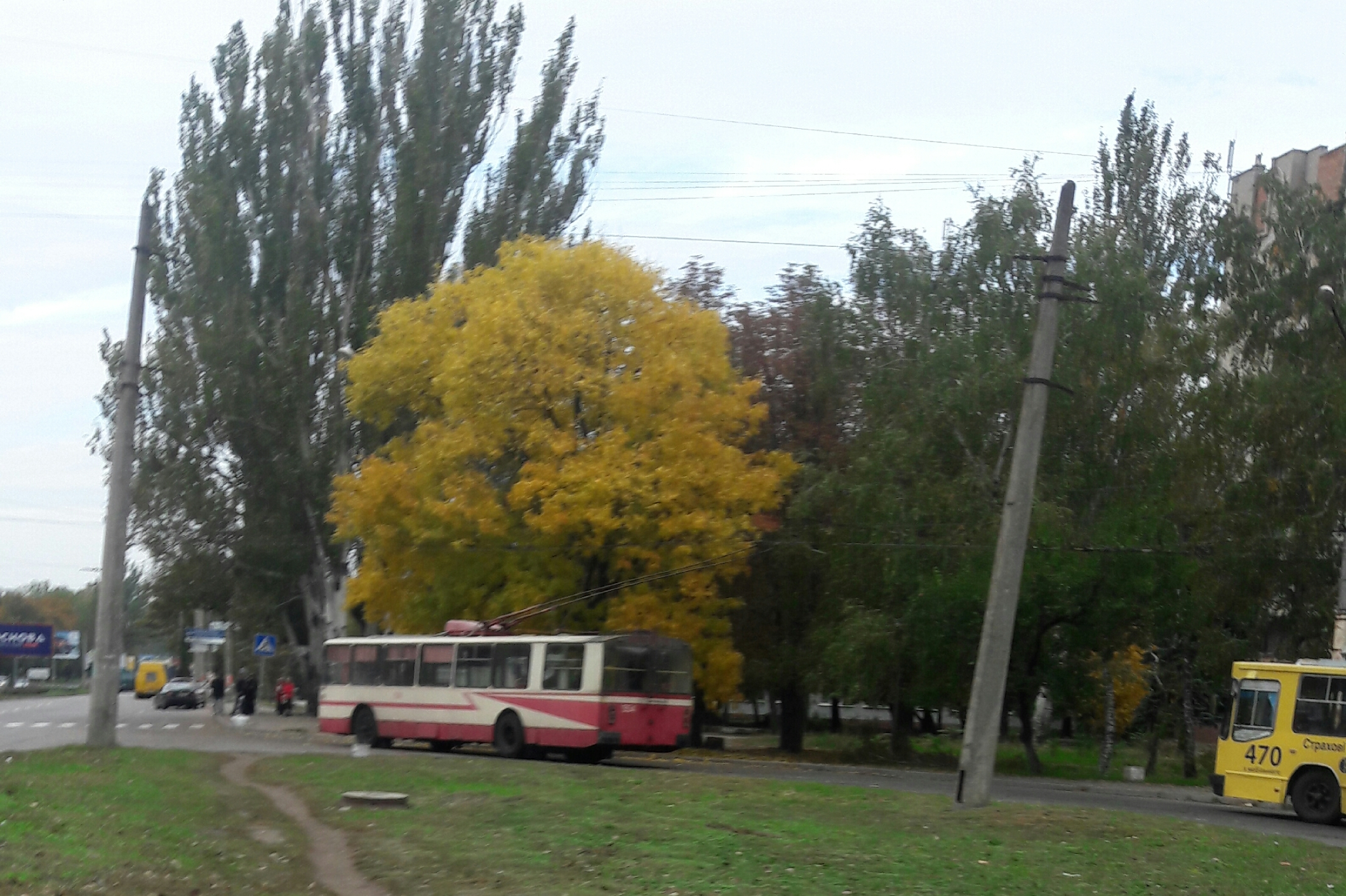
Кінцева тролейбусних маршрутів № 8 і № 14 «Сімферопольське шосе»

Наприкінці 1960-х років було відкрито тролейбусну лінію (маршрути № 6, 7, 8), що з'єднала Космічний мікрорайон з центром міста.
Маршрути міського транспорту по вул. Космічній:
- тролейбуси № 8, 14;
- автобуси № 1, 5, 5А, 7, 9, 20, 24, 31, 33, 35, 40, 40А, 59, 63, 63А, 76, 80, 85, 94.

В будинку № 87 розташоване відділення «Укрпошти» № 50.

## Об'єкти
- Будинок № 2 — Медичний коледж Запорізького державного медичного університету [Архівовано 1 серпня 2016 у Wayback Machine.]
- Будинок № 119 — ТРЦ «Космос-Сіті», кінотеатр «Космос» (кіномережа «Прем'єра»)
- Будинок № 121 — АТП-12354
- Будинок № 129 — ДНЗ «Запорізький професійний ліцей сервісу» [Архівовано 1 червня 2022 у Wayback Machine.]
- Будинок № 129/1 — взуттєва фабрика ТОВ НВФ «МІДА, лтд»

## Торгівля
Торгівля представлена ТЦ «Космос-Сіті» (вул. Космічна, 119), супермаркетами торговельних мереж «АТБ» (вул. Космічна, 96), «Апельмон», «Економ-плюс», супермаркет будівельних матеріалів «Будцентр», багатьма дрібними продовольчими крамницями, кіосками, гуртовими складами та магазинами. Є декілька автосалонів, автоцентрів та АЗС. Квітковий ринок розташований біля колишнього кінотеатру «Космос».

## Охорона здоров'я
Діє декілька приватних стоматологічних кабінетів і мережа аптек.